# Pervyj Kanal
Pervyj Kanal (Первый Канал) är den Ryska "Första Kanalen", kanal ett, den äldsta TV-kanalen i Ryssland, och den som når flest av befolkningen. Den ryska staten äger 51 procent av aktieandelarna i företaget. Kanalens huvudkontor finns i Ostankino-tornet i Moskva.

## Historia
Kanalen grundades 1951, som den första ryska TV-kanalen. 1994 såldes hälften av aktierna till privata intressenter.
År 1995 bröts den första tv-kanalen ut ur Radiotelevidenie Ostankino (RTO) och fick den 1 april namnet ORT (ОРТ - Общественное Российское Телевидение, 'Offentligtdriven Rysk Television'), med den prominenta TV-journalisten Vladislav Listiev som ledare. Efter Listievs plötsliga död övertog Boris Berezovskij rollen som den ledande aktieägaren, en position med stort inflytande över den ryska politiken. Berezovskij hävdar att han år 2001 tvingades av Putin-administrationen att sälja sin aktieandel. Efter Berezovskijs frånträde från styrelsen återinfördes det gamla namnet på kanalen.
Kanalens nuvarande ägande består av de tre företagen ORT-KB, Eberlink-2002 och Rastrkom. En del människor har hävdat att alla tre företagen ägs av Roman Abramovitj.
Under 2000-talet producerade Pervyj Kanal två av de största filmsuccéerna i Ryssland, Night Watch (2004) och Turkish Gambit (2005). 